# Marie-Élisabeth Gabiou
Marie-Élisabeth Gabiou, de soltera Lemoine (c. 1761 - 30 de mayo de 1811) fue una pintora francesa.
Gabiou era hermana de las también pintoras Marie-Denise Villers y Marie-Victoire Lemoine, y cuñada y prima de Jeanne-Elisabeth Chaudet. Se casó en 1789 con Jean-Frédéric Gabiou, hermano de Chaudet. La artista firmaba sus obras como "Eli Lemoine" o "Elith Lemoine", por lo que a veces se la confunde con Élisabeth Lemoine, cuyo apellido de soltera era Bouchet. Se la suele considerar pastelista, a pesar de que no se conocen obras realizadas por ella con esta técnica. Un supuesto autorretrato apareció en una subasta de Christie's en 2010, alcanzando un precio de 17 500 €.